# الفصل بين السلطات في المملكة المتحدة
يُطبَّق مفهوم الفصل بين السلطات على المملكة المتحدة وطبيعة سلطاتها التنفيذية (حكومة المملكة المتحدة، والحكومة الاسكتلندية، وحكومة ويلز، والسلطة التنفيذية لأيرلندا الشمالية)، والقضائية (إنجلترا وويلز، واسكتلندا، وأيرلندا الشمالية)، والتشريعية (برلمان المملكة المتحدة، والبرلمان الإسكتلندي، والجمعية الوطنية لويلز، وجمعية أيرلندا الشمالية). تاريخيًا، أدى الاندماج الظاهر بين السلطتين التشريعية والتنفيذية، بانتخاب رئيس وزراء ذي سلطات قوية من الحزب الأكبر في البرلمان وبأغلبية مضمونة عادةً، إلى ادعاء المنظرين أن الفصل بين السلطات لا ينطبق على المملكة المتحدة. مع ذلك، يبدو أنه اعتُمِد كجزء ضروري من دستور المملكة المتحدة في السنوات الأخيرة.
لم يُشكَّك أبدًا في استقلال القضاء كمبدأ، رغم إشكالية التنفيذ. عُزلت إدارة الموظفين بشكل متزايد عن الأجهزة الحكومية الأخرى، إذ لم تعد تعقد الجلسات في مجلس اللوردات أو في مجلس الوزراء. تُظهر حدود نظام المملكة المتحدة بوضوح قدرة المحكمة على سن القوانين استنادًا إلى السوابق، وعدم قدرتها على التشكيك في القانون الذي سُنّ بشكل صحيح من قبل السيادة التشريعية والسيادة البرلمانية، ودور المؤسسات من جميع أنحاء أوروبا في التشريع، والتنفيذ، والحكم على الأمور.

## مدخل
رغم إقرار المملكة المتحدة بالسيادة البرلمانية، شدد كتّابٌ، من بينهم تريفور آلن، على أهمية استقلال القضاء في ترسيخ سيادة القانون. تغير دور الفصل بين السلطات بتصاعد التدخل القضائي في شؤون الحكومة. كتب آلبرت فين ديسي عام 1915 في مقدمة لدراسة القانون الدستوري، واصفًا فصل السلطات بأنه «وليد فهمٍ خاطئٍ مزدوج». في الآونة الأخيرة، زعم السير إيفور جينينغز أنه قليل الأهمية. وبمواجهة واقع دور السلطة التنفيذية داخل السلطة التشريعية، يصف بعض الكتّاب استقلال القضاء وحده بالدليل على أن النموذج ينطبق على المملكة المتحدة الحديثة.
يشكك بعض نقاد بقابلية الفصل بين السلطات في المملكة المتحدة في التقسيم الأساسي. تعرض الفصل بين السلطات إلى ضغط تزايد التدخل الحكومي في الشأن المجتمعي خارج مسؤوليته السابقة بالهيمنة على الإدارة والسياسات الخارجية والعسكرية؛ إنشاء حكومة كبيرة. رأى البعض أن هذا أدى إلى إضعاف مفهوم الحكومة، واستبدال مفهوم الحَوكمة به. هذا يفسح المجال لمنهج أكثر مرونة نظرًا إلى التباين الواسع في أنواع الأشياء التي تقوم بها السلطة التنفيذية. هناك منهج مماثل هو اتخاذ منهج نظرية الاختيار العام. تربط المصلحة الذاتية للجهات الفاعلة السياسية، بموجب هذه النظرية، بين أقسام الحكومة المنفصلة، مستندة إلى منهج اللجنة القائمة علي المعايير في الحياة العامة التي تطبق نفس القواعد على الأجهزة المختلفة، رغم أن منهجها مع القضاة منفصل. تقبل كلتا النظريتين أن هناك عمليات أوسع لاتخاذ القرارات لا تقتصر على فرع واحد من الحكومة. هناك فكرة أخرى مهمة هي أن الاختلافات داخل كل جزء منفصل من الحكومة لها نفس أهمية الاختلافات في المنهج بين الفروع، وتتطلب تقديرًا مماثلًا.
مع ذلك، لخص اللورد موستل النظرة الحديثة السائدة في الحكم القضائي لعام 1995 الملكة ضد وزير الداخلية السابق في قضية اتحاد دوائر المطافئ:
إنها سمة من سمات مفهوم المملكة المتحدة الاستثنائي للفصل بين السلطات أن لكل من البرلمان والسلطة التنفيذية والمحاكم مجالها المميز والخاص إلى حد كبير. للبرلمان حق قانوني لا يمكن الطعن فيه في صنع أي قوانين يراها صحيحة. تتولى السلطة التنفيذية إدارة البلاد وفقًا للصلاحيات المخولة لها بموجب القانون. تفسر المحاكم القوانين وترى إن كانت تُطاع.

## التقسيم بين أجهزة البرلمان
يصوغ برلمان المملكة المتحدة القانون عبر سلطة الملكة في البرلمان، بتأمين دعم مجلس العموم على الأقل، ومجلس اللوردات أيضًا عادةً؛ رغم أنه منذ إصدار قانون البرلمان لعام 1911 لم يعد هذا ضروريًا. بموجب قانون الاتحاد الأوروبي لعام 1972، اعتُرف بصياغة أعضاء الاتحاد الأوروبي لتشريعات للمملكة المتحدة، بموجب هذا القانون. نُقلت صلاحية وضع التشريعات الأولية للبرلمانات الاسكتلندية والويلزية إلى وزراء الحكومة والسلطات المحلية لوضع التشريعات الثانوية.
تشمل السلطة التنفيذية جميع السلطات الرسمية والعامة (بما في ذلك السلطات المحلية) التي تحكم المملكة المتحدة، من بدء التشريعات وتنفيذها حتى إدارة الخدمات المحلية والقومية، مثل جمع القمامة والشرطة. ما تزال الخدمة المدنية غير حزبية (لديها القليل من القواسم المشتركة مع مجلس الوزراء ورئيس الوزراء في هذا الصدد). تمارس السلطة التنفيذية أيضًا عددًا من المهام بموجب الامتياز الملكي، بما في ذلك العلاقات الخارجية؛ تُتخذ العديد من الإجراءات الأخرى باسم السيادة، التي تُستمد منها السلطة التنفيذية. يمارس مجلس الاتحاد الأوروبي ولجنته أيضًا سلطةً تنفيذية، وكذلك تفعل الحكومات المفوضة. داخل السلطة التنفيذية، لم يعد هناك تقسيم واضح بين المنتخب وغير المنتخب: فصناع القرار هم من كلا النوعين منذ توسيع اختصاصات الحكومة. المدى الذي تخدم به الخدمةُ المدنية الحكومةَ، بدلًا من اغتصابها، هو أحد خصائص السلطة التنفيذية.
يحدد الاختصاص القضائي نتائج النزاعات، ويقوم باختصاصات تشريعية وإدارية بسيطة، ويشرف على كل من القانون العام والخاص من خلال المحاكم المدنية والجنائية ومختلف الهيئات القضائية. قدمت وثيقة حقوق الإنسان لعام 1998 طلبًا بأن تأخذ المحاكم بعين الاعتبار مجموعة قوانين المحكمة الأوروبية لحقوق الإنسان.
يُعتبر فرض الضريبة اختصاصًا تشريعيًا، وجمع الضرائب اختصاصًا تنفيذيًا وإداريًا، وتسوية النزاعات الخاصة بالضرائب اختصاصًا قضائيًا، وأيضًا المراجعة القضائية للقرارات التنفيذية. ومع ذلك، فهذا المنهج بذاته لا يرشد إلى ما يستلزمه كل دور: فمراجعة الإنفاق العام كان اختصاصًا تشريعيًا في القرن الرابع عشر، وتنفيذيًا في القرن الثامن عشر، وهو الآن اختصاصٌ تشريعي. هذا ليس في حد ذاته مقياسًا للكفاءة أو التدبير الجيد، أو ما يستلزمه الاختصاص حقًا.
قد يتطلب الفصل بين السلطات، حسب التفسير، وجوب أن تكون عضوية السلطات الثلاث منفصلةً؛ ما يعني ألا تتحكم إحدى السلطات الثلاث في عمل الأخريين، أو ألا يمارس أحد أجهزة الحكومة سلطات جهاز آخر. يُعتبر الحفاظ على جميع أدوار السلطات الثلاث منفصلةً شيئًا مستحيلًا نظريًا وعمليًا.